# 帕拉斯德雷
帕拉斯德雷，是西班牙加利西亚自治区卢戈省的一个市镇。 总面积200平方公里，总人口4213人（2001年），人口密度21人/平方公里。